# Evarist Giné i Masdéu
Evarist Giné-Masdéu (31 de juliol de 1944 – 13 de març de 2015), va ser un matemàtic i estadístic català. És conegut pels seus treballs pioners en probabilitat en espais de Banach, teoria de processos empírics, processos i estadístiques U, i estadística no paramètrica.

## Educació i carrera
Giné va néixer a Falset, Catalunya. Va estudiar a la Universitat de Barcelona, obtenint el seu títol el 1967. Va marxar als Estats Units i va completar el seu doctorat a l'Institut Tecnològic de Massachusetts el 1973 sota la supervisió de Richard M. Dudley. Va ser professor d'estadística a la Universitat de Califòrnia, Berkeley de 1974 a 1975. Després va passar un temps a l'Institut Veneçolà d'Investigació Científica, on va ser el cap del departament de matemàtiques abans de tornar als Estats Units.
El 1983, Giné es va convertir en professor a la Universitat de Texas A&M i més tard es va traslladar a la Universitat de la Ciutat de Nova York el 1988. Es va convertir en professor de matemàtiques a la Universitat de Connecticut el 1990, on va ser el cap del departament de matemàtiques des de 2012. Evarist Giné va romandre a la Universitat de Connecticut fins a la seva mort.